# Michael Walter
Michael Walter (ur. 12 marca 1959 w Pirnie, zm. 6 sierpnia 2016) – enerdowski saneczkarz startujący w jedynkach, medalista mistrzostw świata i Europy, zdobywca Pucharu Świata.
Na igrzyskach olimpijskich wystąpił dwukrotnie zajmując czwarte i piąte miejsce. Na mistrzostwach świata zdobył dwa medale - złoty i srebrny, oba w jedynkach. W 1985 odniósł największy sukces w karierze zostając mistrzem świata. W 1981 wywalczył srebro. Na mistrzostwach Europy zdobył dwa medale - srebro i brąz. W 1988 został wicemistrzem Europy w jedynkach, a w 1986 zdobył brąz. W Pucharze Świata dwa razy stał na podium w klasyfikacji generalnej zdobywając w sezonie 1983/1984 Kryształową Kulę.

## Osiągnięcia

### Igrzyska olimpijskie
| Rok  | Miejsce  | Jedynki |
| ---- | -------- | ------- |
| 1984 | Sarajewo | 4.      |
| 1988 | Calgary  | 5.      |

### Puchar Świata

#### Miejsca na podium w klasyfikacji generalnej
| Sezon     | Miejsce |
| --------- | ------- |
| 1981/1982 | 3.      |
| 1983/1984 | 1.      |